# Nimbus lederi
Nimbus lederi är en skalbaggsart som beskrevs av Edgar von Harold 1876. Nimbus lederi ingår i släktet Nimbus och familjen Aphodiidae. Inga underarter finns listade i Catalogue of Life.